# Carpella miegii
Carpella miegii är en fjärilsart som beskrevs av Paul Dognin 1893. Carpella miegii ingår i släktet Carpella och familjen mätare. Inga underarter finns listade i Catalogue of Life.